# 1987 új világörökségi helyszínei
Az UNESCO Világörökség Bizottsága az 1987. december 7-11. között Párizsban megtartott 11. ülésszakán az alábbi helyszíneket nyilvánította a világörökség részévé:  
| | Chaco Kulturális Nemzeti Történelmi Park |
| Amerikai Egyesült Államok |                                          |
| Kulturális (III) |                                          |
| Védett terület: 14 261 ha, hivatkozás: 353 |                                          |
| A park őrzi az Egyesült Államok egyik legfontosabb Kolumbusz előtti kulturális és történelmi emlékeket. Az Új-Mexikó északnyugati részén található világörökségi helyszínt a Chaco Kulturális Nemzeti történelmi Park, a Chaco-kanyon, az Aztec Ruins Nemzeti Műemlék és kisebb ásatási területek alkotják. A térséget több mint 0 000 éven keresztül pueblo indián törzsek lakták. A chaco társadalmat földművelők alkották, kultúrájukat bonyolult és gondosan megtervezett településrendszer jellemezte. 850 és 1 250 között a Chaco-kanyomban volt a kulturális és vallási központjuk, amelyet csillagászati, geometriai és mérnöki ismereteik felhasználásával alakítottak ki. Településeik jellegzetességei a természetes sziklaereszekbe épített sziklalakások, a félig földbe süllyesztett kerek aknaházak, és kerek szertartási épületek a kivák. A 13. században kultúrájuk feltételezhetően egy szárazság következtében lehanyatlott, a településekről a lakók elvándoroltak. A 17. századig lakatlan térséget ekkor navahók foglalták el. |                                          |

| | Hawaii Vulkánok Nemzeti Park |
| Amerikai Egyesült Államok |                              |
| Természeti (VIII) |                              |
| Védett terület: 87 940 ha, hivatkozás: 409 |                              |
| A világon sehol máshol nem figyelhető meg jobban a vulkáni tevékenység mint a hawaii „Nagy Szigeten”. A sziget öt vulkánjából napjainkban kettő működik: a 4170 méter magas Mauna Loa és a mindössze 1247 méteres Kilauea. A Mauna Loa egy majdnem 6 000 méteres tengerszint alatti mélységből kiemelkedő, lapos tetejű, lávarétegekből felépült pajzsvulkán. Két aktív vulkán viszonylag rövid időközönként nagy mennyiségű lávát zúdít ki, ami elérve az óceánt kihűl és megszilárdul. A kitörések egy folyamatosan változó tájat hoznak létre, a megszilárduló láva az utolsó 30 évben 81 hektárral növelte a sziget területét. A nemzeti park felszínét 23 féle növénytakaró borítja, ezek öt ökoszisztémában csoportosulnak. A Kilauea lejtőin tanulmányozható a vulkáni talajon megtelepülő növényzet fejlődése. A parkban egy denevérfajt leszámítva nem élnek őshonos emlősök, a gazdálkodás és az invazív fajok behurcolása az eredeti ökoszisztémák pusztulásával járt. |                              |

| | Monticello és a Virginiai Egyetem |
| Amerikai Egyesült Államok |                                   |
| Kulturális (I)(IV)(VI) |                                   |
| Védett terület: 795,96 ha, hivatkozás: 442 |                                   |
| Monticello a neve Thomas Jefferson saját tervezésű házának, amely Virginia államban, Charlottesville mellett található. Az 1769 és 1809 között épült Monticello előképe a 16. századi vicenzai Villa Capra volt, amelyet Andrea Palladio tervezett. Az ültetvényes ház nyolcszögletű kupolával rendelkezik, egy parkon át közelíthető meg, tájba illesztése, a finoman megjelenített részletek a Palladio által kidolgozott villa rustica irányzat kiemelkedő darabjává teszi Monticellót. A szintén Jefferson által tervezett akadémiai falu (1817-1826) jelenleg a Virginiai Egyetem központja. A falut a római Pantheon 1:2 arányú kicsinyített mása uralja, ekörül csoportosulnak a campus oktatási és lakóépületei. A főépületben kapott helyet az egyetem könyvtára, a professzorokat elszállásoló tíz pavilont oszlopcsarnokok kapcsolják össze. Az egyetem ókori klasszikus alapokra támaszkodó építészeti stílusa az Óvilágot képviseli az Újvilág területén, valamint a fiatal amerikai köztársaság törekvéseit az európai kultúra örököseként. |                                   |

| | Uluru-Kata Tjuta Nemzeti Park (Ayers Rock) |
| Ausztrália |                                            |
| Vegyes (V)(VI)(VII)(VIII) |                                            |
| Védett terület: 132 566 ha, hivatkozás: 447 |                                            |
| A kontinensnyi ország középső részén fekvő nemzeti parkban találhatók Ausztrália leghíresebb természeti képződményei az Uluru és a Kata Tjuta sziklák. A vörös homokkal borított síkságot uraló sziklák látható része csak a csúcsai olyan óriási kőtömböknek, amelyek mélyen a földfelszín alá nyúlnak. Körülbelül 570 millió évvel ezelőtt kezdtek kialakulni, kemény kőanyaguk kevésbé mállott szét mint környezetük. A 340 méter magasan kiemelkedő Uluru monolit alapkerülete 9,4 kilométer. A kőtömb sziklafestményeivel és szent helyeivel az őslakosok számára jelenleg is fontos kulturális szerepet tölt be. Hitük szerint őseik törvényeket hagytak az itt élőkre, amelyeket ma is követnek. Innen 32 kilométerre nyugatra fekszik Kata Tjuta, amelynek több mint 30 csúcsát vízmosások és völgyek tagolják. Az őslakosok a kedvezőtlen klíma ellenére is évezredek óta élnek a térségben, védik és óvják a területet. A park élővilágáról is nevezetes, 21 emlős-, több mint 170 madár-, 73 hüllő- és 7 denevérfajt dokumentáltak a területen. |                                            |

| | Potosí történelmi város és ezüstbányák |
| Bolívia |                                        |
| A veszélyeztetett világörökségi helyszínek listájára került: 2014 |                                        |
| Kulturális (II)(IV)(VI) |                                        |
| Védett terület: 2 211 ha, hivatkozás: 420 |                                        |
| Potosí egykor Bolívia legnagyobb és leggazdagabb városa volt az Újvilág legnagyobb ezüstérc-lelőhelyének köszönhetően amit az 1540-es évek elején fedeztek fel a város déli részén álló több mint négyezer méter magas Cerro Rico hegyben. A 17. században bányászott ezüst kétharmada innen származott, a spanyol gyarmatosítók indiánok ezreit kényszerítették, hogy embertelen körülmények között termeljék ki a fémet. A település 1572-ben birodalmi városi rangra emelkedett és gyorsan jelentős ipari komplexummá nőtte ki magát. Az ezüstlelőhely a 18. század közepén elkezdett kimerülni, ekkortól a város is hanyatlani kezdett. Az ezüst kitermelése egészen a 19. századig folytatódott, jelenleg ónt és cinket bányásznak a területen. Az ezüst kitermeléséhez óriási mennyiségű vizet használtak fel, ehhez vízvezetékek és mesterséges tavak bonyolult rendszerét alakították ki. A bányának köszönhetően a városban jelentős épületeket emeltek, köztük a San Lorenzo-templomot, a Casa de la Monedat (pénzverde), valamint a San Francisco- és a La Compagnia-templomokat. Az állagmegóvás és az ezt lehetővé tévő törvényi szabályozás hiányosságai miatt a helyszín felkerült a veszélyeztetett világörökségi helyszínek listájára. |                                        |

| | Brazíliaváros |
| Brazília |               |
| Kulturális (I)(IV) |               |
| Védett terület: 11 268,9 ha, hivatkozás: 445 |               |
| Brazíliavárost, az ország futurisztikus fővárosát 1956-ban hozták létre a semmiből Brazília közepén. Mindössze négy évvel később 1960-ban avatták fel, létesítése mérföldkő volt a várostervezések történetében. Oscar Niemeyer és Lucio Costa, Brazília akkori vezető építészei és tervezői modern, funkcionális és egységes várost akartak létrehozni. A fő rendezési elv az volt, hogy minden alkotóelemnek (lakó- és középületnek) összhangban kell állni a település általános megjelenésével. Alaprajza egy kiterjesztett szárnyú madárra hasonlít, észak-déli tengelye ívesen kanyarodik. Hozzá derékszögben egy másik fő tengely csatlakozik, ahol az összes fontos kormányzati épület áll. A másik tengely mellett kereskedelmi és szabadidő központok, terek, iskolák, templomok helyezkednek el. A város központja a Három hatalom tere a kongresszusi épületekkel. A település legismertebb alkotásai az egyszerű, kör alakú székesegyház, a mellette álló múzeum a külügyminisztérium székháza és a kongresszus épülete. |               |

| | Blenheim kastély |
| Egyesült Királyság |                  |
| Kulturális (II)(IV) |                  |
| Hivatkozás: 425 |                  |
| A Blenheim kastély John Churchill, Marlborough első hercegének rezidenciája volt, John Vanbrugh és Nicholas Hawksmoor tervei alapján épült, míg a parkot Capability Brown tervezte. A kastély, amelyet a franciák felett aratott blenheimi győzelem emlékére emeltek, az angol romantikus építészeti stílus kiemelkedő példája. Az Oxford közelében található kétszintes palota egy 8,5 négyzetkilométeres parkban áll, három szárnya nagyméretű udvart fog közre. A kastélykertet az idők során többször is átalakították, a 18. század vége felé a korábbi épületek mellé neogótikus stílusban újabbakat is emeltek. A kertben vízeséseket, tavakat alakítottak ki, igyekeztek minél természetközelibb hatást elérni. Blenheim hatása az építészetre a 18. és a 19. századi Angliában és külföldön is érezhető volt. A kastélyban született 1874-ben a későbbi miniszterelnök Wintston Churchill is. |                  |

| | Bath városa |
| Egyesült Királyság |             |
| Kulturális (I)(II)(III) |             |
| Védett terület: 2 900 ha, hivatkozás: 428 |             |
| A rómaiak által alapított fürdőváros a középkorban az angol textilipar egyik fontos központja lett, majd a 18. századtól kezdve ismét visszanyerte hírnevét, mint kedvelt fürdőváros. A városban megtalálhatók a római múlt emlékei és a környékbeli homokkőből emelt, palladiano stílusú épületek. A rómaiak által Aquae Sulis néven emlegetett település meleg vizű forrása a brit Sulis istennő kegyhelye volt, akit a rómaiak Minervával azonosítottak. A forrás köré – ami naponta több mint 200 köbméter 46 celsiusnál melegebb vizet adott – egy meleg langyos és hideg vizes medencével ellátott fürdőt építettek A település a római uralom után is megőrizte jelentőségét, a középkorban (1090) püspöki székhely lett. Ezután épült a státuszához méltó székesegyház, aminek építése félbeszakadt amikor Wells lett az egyházmegye központja. Az épületet végül a 16. században fejezték be gótikus stílusban. A 16. és a 17. században a gyapjúkereskedelem hanyatlani kezdett, de ekkor már tehetős fürdővendégek érkeztek a városba. A 18. században nyerte el György-korabeli formáját, olyan épületekkel mint a Royal Crescent lakóházsora és a Pulteney-híd. |             |

| | A Római birodalom határai – Hadrianus fala, Antoninus fala és a limes |
| Az Egyesült Királyság és Németország közös világörökségi helyszíne |                                                                       |
| Kulturális (II)(III)(IV) |                                                                       |
| Védett terület: 526,9 ha, puffer zóna: 5 225,7 ha, hivatkozás: 430 |                                                                       |
| A Németországgal közösen fenntartott helyszínből angol területen találhatók Hadrianus (Kr. u. 122) és Antoninus fala (Kr. u. 142), amelyek a barbár törzsektől védték a római tartományok lakosságát. A helyszín eredetileg csak Hadrianus fala volt, de később (2005-ben és 2008-ban) úgy módosították, hogy a falakon kívül az i. sz. 2. századi Római Birodalom határvidékének maradványait magába foglalja. Hadrianus fala 120 kilométer hosszú, építéséhez kő és föld keverékét használták fel. A mai Észak-Anglia területén húzódik kelet-nyugati irányban. Tőle 150 kilométerre északra állnak a 60 kilométer hosszú Antoninus-fal maradványai, a Római Birodalom egykori legészakibb határán. A falat tizenkilenc római erőddel egészítették ki. A falak és a hozzájuk tartozó kiegészítő építmények jól szemléltetik a római kultúra összetettségét. Amikor a rómaiak az 5. század elején elhagyták a területet a falak állapota gyorsan romlani kezdett. Antoninus falának jelentős része már néhány évtized alatt elpusztult. A falak egy részét kiásták, néhány szakaszon helyreállították, más részeik viszont teljesen elpusztultak. A limes mai maradványait épített falak, árkok, csatornák, erődrendszerek, kilátótornyok és polgári települések alkotják. |                                                                       |

| | A Westminster-palota, a westminsteri apátsági templom és a Szent Margit-templom |
| Egyesült Királyság |                                                                                 |
| Kulturális (I)(II)(IV) |                                                                                 |
| Védett terület: 10,26 ha, hivatkozás: 426 |                                                                                 |
| A jelenleg a brit parlamentnek székhelyének számító Westminster-palota a 11. századtól kezdve az angol, majd később a brit közigazgatás központja volt. Hódító Vilmos megkoronázása után minden angol és brit uralkodót a Westminsteri apátságban koronáztak meg. A Szent Margit-templom korábban a Westminster-palotához csatolt kápolna volt, bár a palotánál korábban épült. A 15. század óta az újjáépített szentély az anglikán alsóház plébániatemploma. A Westminster-palota legnagyobb része egy 1834-es tűzvészben megsemmisült, a jelenleg is látható épület 1840 és 1870 között készült. Középső tornyától délre helyezkedik el a felsőház (House of Lords), míg az alsóház (House of Commons) az északi szárnyban található. Az épület neogótikus stílusát a közeli Westminster-apátság homlokzatához igazítva választották ki az alkotók. A Temze folyóra néző homlokzata 266 méter hosszú, északi végén áll a „Big Ben”, a híres harangtorony. |                                                                                 |

| | A delphoi romváros (Apolló-szentély) |
| Görögország |                                      |
| Kulturális (I)(II)(III)(IV)(VI) |                                      |
| Védett terület: 51 ha, puffer zóna: 14 313,7 ha, hivatkozás: 393 |                                      |
| A Parnasszosz-hegy délnyugati lejtőjén Delphoi pánhellén szentélye adott helyet a híres delphoi jósdának. A szentélyben a jövendőmondó Püthia közvetítette az istenek akaratát, amit papnői tolmácsoltak. Delphoi az i. e. 6. századtól az ókori világ egyik vallási központja volt, i. e. 590 és i. e. 450 között rendkívül erős politikai befolyással bírt. Legfontosabb épülete az Apollón-templom volt, ezenkívül a görög városállamok kincsesházakat emeltek a területen, valamint értékes áldozati ajándékokkal képviseltették magukat. A legfontosabb épületek az Apollón-templom, ami az i. e. 4. században épült egy i. e. 6. századi szentély helyére, az athéniak kincsesháza i. e. 6. század végéről, az athéniak sztoája, ami egy ión stílusú oszlopcsarnok i. e. 478-ból, egy i. e. 4. századból származó színház római kori átépítésének romjai, egy Herodes Atticus költségén az i. sz. 2. században helyreállított, az i. e. 5. századból származó stadion, egy i. e. 380 körül épített dór tholosz, valamint egy sokszögű fal, amivel Apollón régi templomának i. e. 548-ban történt lerombolása után alátámasztották az új templomnak helyet adó emelvényt. A romvárosban 1892-ben kezdték el e feltárásokat. |                                      |

| | Az athéni Akropolisz |
| Görögország |                      |
| Kulturális (I)(II)(III)(IV)(VI) |                      |
| Védett terület: 3 ha, puffer zóna: 116,7 ha, hivatkozás: 404 |                      |
| Az athéni Akropolisz egy 156 méter magas dombtető áll és hozzávetőlegesen 30 000 m2 területet foglal el. A domb már a kőkorszakban is lakott volt, később az i. e. 2. évezredtől istentiszteleti helyként, valamint erődként funkcionált. Az egykori királyi várat az i. e. 6. században szakrális hellyé alakították át, ezután az i. e. 5. század második felében a perzsa pusztítás után újjáépítették. A dombon álló legfontosabb épületet a Parthenónt, Athéné istennő templomát i. e. 447 és 422 között építették, a több kultuszhelynek otthont adó Erektheiont i. e. 421 és 406 között emelték. Az Akropoliszon található a világ egyik legrégebbi fennmaradt ión stílusú épülete az Athéné Niké-templom (i. e. 425-421) és a területet körülvevő fal monumentális kapuja, a Propülaia (i. e. 437-432). Az épületegyüttest a római korban megóvták, azonban a középkorban többször is károsodott. Amikor 1456-ban Athén török fennhatóság alá került mecsetté alakították át. 1687-ben a lőszerraktárként hasznosított Parthenón találatot kapott és súlyosan megrongálódott. A 19. században az épületegyüttes domborműveit lord Elgin, a brit nagykövet utasítására Angliába vitték és 1815 óta a londoni British Museumban láthatók. |                      |

| | Elefanta-barlangok |
| India |                    |
| Kulturális (I)(III) |                    |
| Hivatkozás: 244 |                    |
| Az Elefanta-barlangok Mumbaitól 10 km-re találhatók. A kikötőtől nem messze fekvő sziget egy elefántszoborról kapta a nevét, amelyet portugál hajósok találtak meg még a 16. században. A Stupa-és a Canon-hegy közötti területen hét barlang található, köztük a középső a legnagyobb, amelyet az építők Sivának ajánlottak. A hét barlangot két csoportban (5+2) alakították ki az i. sz. 6. és 8. század között. A keleti, víztározók közelében kialakított két barlang közül az egyik befejezetlen. A másik barlangcsoport legismertebb alkotása a hat méter magas monumentális Siva Mahádéva-szobor amely három arccal (teremtő, fenntartó és pusztító) és fejdísszel jeleníti meg az istenséget. A bejárattal szemben álló szobor mellett számos alkotás emlékezik meg a hinduizmus legfőbb istenéről az épület más részein is. A barlangok 7. századi szobrai, köztük félig isteni, félig démoni lények az indiai sziklafaragványok leglátványosabb alkotásai közé tartoznak a korai hindu művészet egyik virágkorából és a népszerű Siva istenség sokféle megtestesülését ábrázolják. |                    |

| | Csola-templomok |
| India |                 |
| Kulturális (I)(III) |                 |
| Védett terület: 21,74 ha, puffer zóna: 16,71 ha, hivatkozás: 250 |                 |
| A világörökségi helyszínhez tartozó három templomegyüttes a Dél-Indiát a 9. és a 12. század között uraló Csola-dinasztia építészetének és világnézetének kivételes emlékei. A három templomot a 11-12. században építették fel. A 11. század elején elkészült tandzsávúri Brihadísvara-templom Rádzsarádzsa királyhoz köthető. A maga korának egyik legnagyobb épülete volt, a szentély fölött tornya hatvan méter magas. A Sivának szentelt templom bőséges királyi támogatásban részesült, állandó személyzete több száz emberből (papok, táncosok, zenészek) állt. Gangaikonda Csolapuram templomát a 11. század első harmadában fejezték be. Kialakítása különbözik a tandzsávúri templomtól, főleg a tornya, amelyre az ívesebb vonalvezetés jellemző. Később, már II. Rádzsarádzsa idejében emelték a daraszurámi templomegyüttest huszonnégy méter magas tornyával. Mindhárom templomra jellemző a gazdag szobrászati díszítés, ami a kor művészeinek kőfaragásban és bronzöntésben elért eredményeiről tanúskodik. |                 |

| | Pattadakal |
| India |            |
| Kulturális (III)(IV) |            |
| Védett terület: 5,56 ha, puffer zóna: 113,48 ha, hivatkozás: 239 |            |
| Pattadakal kisváros India területén, Karnátaka szövetségi államban. Bengalurutól kb. 500 km-re északnyugatra, Bídzsápurtól kb. 120 km-re délre fekszik. Templomai a Csálukja-dinasztia uralma alatt épültek, amelyek közül a 680-ban épült Papanáth és a 740-ben épült Virupáksa templomok emelkednek ki. A műemlékegyütteshez kilenc hindu templom és egy dzsain szentély tartozik. A terület Észak- és Dél-India határán helyezkedik el, épületein így északi és déli építészeti hatások is felismerhetőek. Ez annak is köszönhető, hogy a Csálukja uralkodók nem ellenezték az idegen építészeti elemek alkalmazását. A északi stílusban épült Visvanath-templom jellegzetessége az előcsarnok mögötti cella (ami nem látogatható) és a fölötte lévő torony. A Sivának szentelt Virupáksa-templom, Pattakal legnagyobb, bonyolult faragványokkal díszített temploma a 8. században épült. A szentélyegyüttest egy fallal zárták körül, a templomokat egy keleti és egy nyugati kapun keresztül lehet megközelíteni. A közelében fekvő Bádámi, Ajholé és Mahakuta települések szintén hasonló stílusú és korú templomaikról ismertek. |            |

| | Szundarbansz |
| India |              |
| Természeti (IX)(X) |              |
| Védett terület: 133 010 ha, hivatkozás: 452 |              |
| A Szundarbansz nemzeti park a Gangesz a Brahmaputra és a Meghna folyók deltavidékén található, az édesvíz és sósvíz közötti átmeneti zónában. Az iszap, agyag és homok üledékéből épített, a folyók és a tenger árapálya formálta alacsonyan fekvő területei elmossák a különbséget a szárazföld és a tenger között. Ez a földön található legnagyobb mangroveerdő, területe kb. 10 000 km², amelynek 60%-a Bangladesben, 40%-a Indiában található. A Szundarbansz kb. 300 km hosszú és kb. 30 km mélyen nyúlik a szárazföld belsejébe. A parkot 1973-ban hozták létre, hogy megvédjék egyedülálló állatvilágát. Leghíresebb állata a végveszélybe került bengáli tigris, amelynek itt élő egyedszámát 250-re becsülik. A tigrisek mellett szarvasok, vaddisznók, rhesusmajmok, delfinek, vidrák, varánuszok, krokodilok, gólyák, gémek, kormoránok is élnek a védett övezetben. Élővilágára veszélyt jelent, hogy a Bengál-alföld süllyedése miatt a Gangesz árterülete keletre tolódik, ennek következtében a terület vízhálózatában egyre kevesebb az édesvíz. |              |

| | Dja Állatrezervátum |
| Kamerun |                     |
| Természeti (IX)(X) |                     |
| Védett terület: 526 000 ha, hivatkozás: 407 |                     |
| Az Afrika egyik legnagyobb és legvédettebb esőerdőjében található 5000 négyzetkilométeres Dja Állatrezervátum a Dja folyó felső szakaszának egy természetes kanyarulatában fekszik. A nehezen megközelíthető, kivételesen változatos állatpopulációval rendelkező természetvédelmi terület 90 százaléka érintetlen és kevéssé tanulmányozott. A terület viszonylag sík, kivéve a rezervátum délkeleti részét, amire sziklák, zúgók és vízesések jellemzőek. A növénytakaró főként sűrű örökzöld erdőből, nagyjából ötven fafajtából áll. Az esőerdőt mocsári növényzet egészíti ki, valamint másodlagos erdők, legelők és a 20. század közepén elhagyott települések. A rezervátum gyéren lakott, kis elszórt táborokban hagyományos életmódjukat napjainkig megőrző pigmeusok élnek. A védett terület mintegy száz emlősfajnak ad otthont és főleg majmairól (síkvidéki gorillák, fehérhasú cerkófok, csimpánzok, és bajszos cerkófok), valamint a rendkívül ritka afrikai erdei elefántról nevezetes. A parkban élő állatok közé tartoznak még a szitutungák (mocsári antilopok), a bongók (erdei antilopok), a bivalyok, a leopárdok, a varacskos disznók és a pangolinok (tobzoskák). A hüllőket pitonok, gyíkok, és veszélyeztetett krokodilok képviselik. A térséget bozóttüzek és orvvadászok veszélyeztetik. |                     |

| | Gros Morne Nemzeti Park |
| Kanada |                         |
| Természeti (VII)(VIII) |                         |
| Védett terület: 180 500 ha, hivatkozás: 419 |                         |
| Az Új-Fundland nyugati partján fekvő Gros Morne Nemzeti Park nevét a 806 méter magas Gros Morne-hegyfokról kapta. Ez a második legnagyobb nemzeti park Kanada atlanti-óceáni részén. A terület jellegzetes állatai közé tartozik a róka, a karibu, a jávorszarvas és a sarki nyúl, a tengeri állatok közül gömbölyűfejű-delfineket csukabálnákat, közönséges barázdásbálnákat és borjúfókákat figyeltek meg. A szubarktikus éghajlatnak köszönhetően itt található a világ legészakibb tundra növényzete. A park fjordjai az utolsó jégkorszak idején alakultak ki, fjord-tavát helyenként 600 méter magas kőfalak zárják körbe. A hegyeket felépítő lemezmozgások nyomai lehetőséget adnak geológiai kutatásokra, az üledékes kőzetekben a földtörténet korai szakaszából származó kövületek találhatók. A régészeti feltárások során kiderült, hogy a terület már i. e. 2500 körül lakott volt, a Dorset-eszkimók telepedtek meg itt, majd őket i. sz. 800 körül indiánok követték, akik a feltételezések szerint a vikingekkel is kapcsolatban állhattak. |                         |

| | A kínai nagy fal |
| Kína |                  |
| Kulturális (I)(II)(III)(IV)(VI) |                  |
| Védett terület: 2 151,55 ha, puffer zóna: 4 800,8 ha, hivatkozás: 438 |                  |
| A támadások ellen emelt védelmi falrendszer a modern kor előtti legnagyobb építkezési vállalkozás volt. Ezzel akarták megvédeni az országot a sztyeppei népektől, a katonai agressziótól és a kintről jövő kulturális hatásoktól. Már az i. e. 8. századtól épültek falszakaszok, később az i. e. 3. században Csin Si Huang-ti uralkodása alatt kezdték a korábbi, különálló falszakaszokat helyreállítani és összekapcsolni, majd a fal a következő csaknem kétezer évben a többszöri részleges pusztulás és újjáépítés szakaszain ment keresztül. Az i. sz. 3. században a munkálatok megakadtak ennek oka Kína katonai fölénye volt, ami egy ideig szükségtelenné tette az ilyen nagyszabású védelmi rendszerek építését és karbantartását. A Ming-dinasztia idejében a 15. és a 16. században a falrendszert újjáépítették, megerősítették és meg is nagyobbították, nagyrészt ekkor nyerte el ma is látható formáját. A Pohaj-tengertől a Sárga-folyóig terjedő szakasza kétezer kilométer hosszan átlagosan 7-8 méter magas és 6 méter széles volt. A fal tetején húzódó folyosó lehetővé tette a hírvivők és katonák gyors mozgását, a stratégiailag fontos helyeken a fal mellett erődrendszereket hoztak létre. A több mint hatezer kilométer hosszú fal a világ legnagyobb építménye, de ennek ellenére sem tudta megvédeni a birodalmat ellenségeitől. |                  |

| | Taj-hegy |
| Kína |          |
| Vegyes (I)(II)(III)(IV)(V)(VI)(VII) |          |
| Védett terület: 25 000 ha, hivatkozás: 437 |          |
| A Santung tartományban emelkedő 1545 magas Taj-hegy a taoizmus öt szent hegyének egyike, a kínai civilizáció egyik szülőhelye. A kutatások során már 400 000 évvel ezelőtti emberi jelenlétre is találtak bizonyítékokat. A hegyen emlékműveket, ősi épületegyütteseket, kőszobrokat és jelentős régészeti helyszíneket azonosítottak. A történelmi korokban, az i. e. 2. századtól szertartási és ünnepi célokból a különböző dinasztiákhoz tartozó császárok évezredeken keresztül elzarándokoltak a hegyre és áldozatokat mutattak be. A látogatások emlékére feliratokat vésettek a sziklába, kőtáblákat állíttattak fel és templomokat építtettek. A közel száz templomból mára huszonkettő maradt meg. A hegy a buddhizmus és taoizmus jelentős központja, az uralkodókon kívül másoknak többek között tudósoknak is népszerű zarándokhelye volt. Látogatásuk ma is látható emléke a több mint ezer kőbe vésett felirat. A tájba harmonikusan illeszkedő kulturális örökséget Kína egyik legjelentősebb történelmi emlékének tekintik. |          |

| | A Ming és Csing-dinasztia császári palotái: a Tiltott Város és a Mukden palota |
| Kína |                                                                                |
| Kulturális (I)(II)(III)(IV) |                                                                                |
| Védett terület: 89,96 ha, puffer zóna: 153,1 ha, hivatkozás: 439 |                                                                                |
| A helyszín két részből, a Ming-dinasztia pekingi császári palotájából, ismertebb nevén a Tiltott Városból és a Csing-dinasztia Senjangban álló palotájából áll. A Tiltott Város a kínai civilizáció egyik központja, öt évszázadon keresztül (1416 – 1911) a legfelsőbb hatalom székhelye volt. A négy világtáj irányába tájolt négyzet alapú, tájkerteket, díszes épületeket és közel tízezer szobát rejtő épületegyüttest a harmadik Ming-császár kezdte építtetni. Sárga tetőcserepei (amelyek kevés kivétellel csak császári épületeket fedhettek) és díszítőelemei a legfelsőbb világi hatalom szimbólumai. Az uralkodó sárkányos trónját a Legfőbb Harmónia Csarnokában állították fel. A fallal és vizesárokkal védett, számos műkincset őrző Tiltott város, a világ legnagyobb palotakomplexuma, jelenleg múzeumként működik. A hatvanezer négyzetméteres senjangi császári palotát a 17. század első harmadában kezdték építeni. 144 épület tartozik hozzá, a császári trón a Nagyszerű kormány csarnokában kapott helyet. A palota jellegzetessége, hogy egy gazdag könyvtárat is létrehoztak benne, ami felbecsülhetetlen értékű információkat nyújt a dinasztia történelméről és az észak-kínai törzsek életmódjáról. |                                                                                |

| | Mokao-barlangok |
| Kína |                 |
| Kulturális (I)(II)(III)(IV)(V)(VI) |                 |
| Védett terület: 23 392 ha, hivatkozás: 440 |                 |
| A Mokao-barlangok Kanszu tartományban Dunhuang külterületén találhatók a selyemút egyik stratégiailag fontos szakasza mellett. A kereskedelmi, vallási és kulturális hatások találkozási pontjánál lévő barlangokat körülbelül másfél kilométer hosszan vésték a sziklafalba. Eredetileg több mint ezer barlangot és karmát alakítottak ki, ezekből mára 492 maradt meg. Díszítésük ezer év buddhista művészetéről ad képet és itt található a buddhista ábrázolások legnagyobb együttese. Egyes barlangokban még az 1930-as években is éltek szerzetesek, akik hagyományos szerzetesi életformát folytattak. A barlangokat a Buddha életéből vett jelenetekkel, a paradicsom ábrázolásával és világi témákkal díszítették, a több mint negyvenezer négyzetméternyi falfestmény és a körülbelül 2400 színes agyagfigura kínai, indiai és görög hatásokat is mutat. A szobrok mérete 10 centimétertől 33 méterig terjed. A 17. számú barlangban 1900-ban egy befalazott könyvtárat találtak, ahonnan ötvenezer a 4-10. századból származó felbecsülhetetlen értékű kézirat került elő. |                 |

| | Az első Csin császár mauzóleuma |
| Kína |                                 |
| Kulturális (I)(III)(IV)(VI) |                                 |
| Védett terület: 244 ha, puffer zóna: 4 325 ha, hivatkozás: 441 |                                 |
| Az i. e. 3. században uralkodó országegyesítő Csin Si Huang-ti császár már életében utasítást adott rendkívüli méretű sírkomplexumának megépítésére, amelyen munkások százezrei dolgoztak. Egy óriási mesterséges domb belsejében egy földalatti várost építettek meg, ami a birodalom kicsinyített mása volt. A domb a síremléknek csak a központi területe, többi része közül egyik a híres agyaghadsereg lelőhelye. A domb mint sírhely már korábban is ismert volt, de az agyaghadsereget véletlenül fedezték fel 1974-ben kútásás közben. A hadsereg körülbelül 7 600 egyénileg megformázott életnagyságú agyagfigurából áll, amelyeket harci szekerekkel, fegyverekkel és lovakkal együtt temettek el. Sok figura eredetileg festett volt, a katonák száma megegyezhet az egykori császári testőrség valós létszámával. Az egyénített figurák a kínai szobrászat legfontosabb alkotásai közé tartoznak, felszerelésük sokat elárul koruk haditechnikai színvonaláról. A hadsereget tartalmazó vermeknek eddig csak egy részét tárták fel, tőlük északra újabb gödröket találtak bennük ezerötszáz gyalogos katona, valamint tisztek és előkelőségek szobraival. A területen 1974-ben azonnal megkezdődtek az ásatások amelyek jelenleg is tartanak, a központi sírdombot egyelőre nem tárták fel. |                                 |

| | A „Pekingi előember" lelőhelye Csoukoutienben |
| Kína |                                               |
| Kulturális (III)(VI) |                                               |
| Védett terület: 480 ha, puffer zóna: 888 ha, hivatkozás: 449 |                                               |
| Peking közelében a csoukoutieni barlangban bukkantak rá az 1920-as években a történelem előtti ember, a Homo erectus fajhoz tartozó úgynevezett pekingi előember, a Sinanthropus pekinensis maradványaira. A barlang üledékes részében megtalált maradványok világszerte érdeklődést váltottak ki és megváltoztatták az emberi fejlődés akkor elfogadott időrendjét. A 230 ezer éven át lakott barlangban ezen kívül az i. e. 18 000 és 11 000 közé datálható Homo sapiens maradványokat is feltártak, valamint hamuüledéket és állati maradványokat is. A középső pleisztocén földtörténeti korban élő pekingi előember 150 centiméter magas lehetett, agyának térfogata egyharmaddal kevesebb volt mint a Homo sapiensé. Nem egyértelmű mennyire tudta használni a tüzet és élelemszerző módszerei sem tisztázottak. Hozzá köthető szerszámot csak egyfélét, egyszerű kézi baltát találtak, így az sem dönthető el tudott-e vadászni. A csoukoutieni barlangban és környékén ma is folynak az ásatások annak reményében, hogy az esetleges további felfedezések érthetőbbé teszik az emberi evolúció folyamatát. |                                               |

| | Hollókő |
| Magyarország |         |
| Kulturális (V) |         |
| Védett terület: 144,5 ha, hivatkozás: 401 |         |
| A Budapesttől körülbelül 100 kilométerre, a Cserhát hegységben fekvő Hollókő máig őrzi középkori jellegét. Az egyutcás falu 126 házán és mezőgazdasági épületén látható milyen volt egy hagyományos közép-európai falu a 20. századi agrárforradalom előtt. A családok első generációi az út két oldalán telepedtek le, a következő generációk a parcellák hátsó végében építették fel házaikat. A lakóházak stílusában és építési módjában felismerhetőek a palóc hagyományok, utcafrontjuk oromzatos, utcai és udvari oldalukon tornáccal. A lakosok nem tartották be a fával való építkezés 1783-as tilalmát, ezért többször is tűzvész pusztított a településen. Ezek utána házakat hagyományos módszerekkel építették újjá. A falu közepén áll a fazsindellyel fedett katolikus templom. A település tövében épült 13. századi vár a 18. században elpusztult, azóta romos állapotban van. A falu házainak többsége ma is lakott, az egyikben alakították ki a falumúzeumot. |         |

| | Budapest Budapest Duna-parti látképe, a Budai Várnegyed, az Andrássy út és történelmi környezete |
| Magyarország |                                                                                                  |
| Kulturális (II)(IV) |                                                                                                  |
| Védett terület: 473,3 ha, puffer zóna: 493,8 ha, hivatkozás: 400 |                                                                                                  |
| Budapest a világ egyik legszebb panorámáját nyújtó városa. A világörökségi helyszínhez a budai Várnegyed, a Duna két partja és az Andrássy út tartozik. A Várnegyed keskeny utcáiban gótikus és reneszánsz elemeket magukba foglaló házak láthatók. A Szentháromság téren áll a Mátyás-templom, amit 1250-ben kezdtek építeni. A Duna hídjai közül a legrégebbi és legismertebb a Lánchíd, amit 1839 és 1849 között építettek. Buda és Pest egyesítésének jelképe lett, ami 1873-ban vált hivatalossá. A Magyar Tudományos Akadémia megalapításával és a Parlament megépítésével az Osztrák-Magyar Monarchia második fővárosának jelentősége megnőtt. A ma városközpontban lévő Andrássy út egy akkor még szabályozatlan külvárosi területen épült ki átalakítva a környék városszerkezetét. 1893-96 között megépült a kontinentális Európa első földalattija ami további épületek létrehozásához vezetett. |                                                                                                  |

| | Aït Benhaddou, Kszár (erődítményváros) |
| Marokkó |                                        |
| Kulturális (IV)(V) |                                        |
| Védett terület: 3,03 ha, puffer zóna: 16,32 ha, hivatkozás: 444 |                                        |
| A délkelet-marokkói település kszárja (erődített városa) a legszebb és legjobb állapotban megmaradt erődítmény az országban. A sarkokon kapukkal ellátott, tornyokkal megerősített falakon belül házak csoportosulnak. Némelyik ház kisebb városi kastélyra emlékeztet. A házak földszintjét termékek tárolására használták, feljebb alakították ki a lakószinteket. A nagyobb házak felső szintjeit és saroktornyait dekoratív motívumokkal díszítették, részben nedvesen használt agyag, részben vályogtéglák felhasználásával. A városban a lakóépületek mellett juhkarámok, istállók, galambdúcok, takarmánysilók, piacok, tanácstermek, egy mecset és medreszék is láthatók. A művészien kialakított agyagépítmények a település egykori fontosságát tükrözik, egységes látképe miatt a modern korban több filmforgatás helyszíne volt. A város építészeti stílusa, a döngölt föld, agyag és tégla használata feltételezhetően egy korai, még az iszlám előtti építészeti stílusra vezethető vissza. A várom mögötti dombon egy erőd magasodik, ami ostrom esetén a lakosok végső menedéke lehetett. |                                        |

| | Mexikóváros történelmi központja és Xochimilco |
| Mexikó |                                                |
| Kulturális (II)(III)(IV)(V) |                                                |
| Védett terület: 3 010,86 ha, puffer zóna: 8 264 ha, hivatkozás: 412 |                                                |
| Mexikóvárost az 1325 körül alapított azték főváros Tenocstitlan romjaira építették fel a 16. század első harmadától. A lerombolt azték város legfontosabb épülete a Templo Mayor volt a mai főtér közelében, amit a konkvisztádorok 1521-es érkezéséig feltételezhetően hatszor építettek újjá. A mai város legfontosabb épületei a főtér, a Zócalo körül csoportosulnak. Itt áll a katedrális, Mexikó legnagyobb és Latin-Amerika egyik legnagyobb temploma. A székesegyházon többféle építészeti stílus felismerhető, többek között a reneszánsz és a klasszicizmus is. A Nemzeti Palota jelenleg az államelnök hivatalos rezidenciája, falain Diego Rivera legjelentősebb festményei láthatók amelyek a mexikói történelem fontos eseményeit ábrázolják. A 19-20. századi épületek közül leghíresebb a Palacio de las Bellas Artes, a szépművészeti múzeum. A várostól 28 kilométerre délre fekvő Xochimilco kertjei, csatornái és mesterséges szigetei egy úszó azték város maradványai ahol a 16. századtól emelt épületeket jó állapotban sikerült megőrizni. |                                                |

| | Oaxaca de Juárez történelmi központja és Monte Albán régészeti lelőhelyei |
| Mexikó |                                                                           |
| Kulturális (I)(II)(III)(IV) |                                                                           |
| Védett terület: 4 375 ha, puffer zóna: 121 ha, hivatkozás: 415 |                                                                           |
| A világörökségi helyszín három részből áll, hozzá tartozik Monte Albán régészeti lelőhelye, Oaxaca város történelmi központja és Cuilapan falu. Monte Albán egy prehispán szertartási központ volt, az i. e. 6. és az i. sz. 8. század között. Korai lakói olmékok, zapotékok, misztékek voltak. I. sz. 300 és 700 között lakosai száma elérhette az ötvenezret majd 800 körül hanyatlani kezdett. Monte Albán legfontosabb épületei piramisok és templomok, ezen kívül fontos emlékei domborműves kőlapjai, rajtuk nehezen értelmezhető jelenetekkel. Oaxacát a 16. század első harmadában alapították spanyol gyarmatosítók, legfontosabb épületi barokk stílusú székesegyháza és a szintén barokk Santo Domingo-templom. Alaprajza sakktábla mintát követ, ma is álló számos műemlék épülete sikeresen átvészelte a gyakori földrengéseket. A városkép jellegzetességei a műemlék piac, a főtér árkádsorai, és a gazdagon díszített patríciusházak. Cuilapan 10 kilométerre található Oaxacától, azonos nevű kolostorát 1555-ben alapították, de temploma befejezetlen maradt. |                                                                           |

| | Puebla történelmi központja |
| Mexikó |                             |
| Kulturális (II)(IV) |                             |
| Védett terület: 690 ha, hivatkozás: 416 |                             |
| Puebla Mexikó negyedik legnagyobb városát a 16. század első harmadában egy korábban lakatlan területen kezdték el felépíteni spanyol hódítók. A település hamarosan fontos kereskedelmi központ lett. 1862-ben Ignacio Zaragoza tábornok itt aratott győzelmet francia csapatok felett, ezután a várost Puebla de Zaragozának nevezték át. A barokk városrész építészetében keverednek az európai és amerikai stíluselemek. Iparának egyik fő terméke a talavera-kerámia volt (színes kerámiacsempe), ami most is sok helyen látható a városban, például a műemlék konyhával rendelkező Santa Rosa-zárdában. Történelmi központjában nagyszabású vallási épületeket emeltek, köztük a Santo Domingo katedrálist és a jezsuita templomot. A központban és közelében összesen mintegy hetven egyházi épület található. Jelentősek a város vagyonos rétegének épített paloták és az érseki palota is. A világörökségi helyszínhez leginkább 19. századi épületek tartoznak, ekkor egy nagyszabású építkezési program során Pueblát újabb magán és középületekkel gazdagították. |                             |

| | Palenque prehispán városa és Nemzeti Parkja |
| Mexikó |                                             |
| Kulturális (I)(II)(III)(IV) |                                             |
| Védett terület: 1 772 ha, hivatkozás: 411 |                                             |
| Palenque az egyik legjobb állapotban megmaradt klasszikus maja kori település. A 6. és 8. század között élte virágkorát, ebből a korból származnak legfontosabb épületei is. Nagyon fejlett várostervezési elvek alapján épült ki, a dombos területen fekvő településen mesterséges teraszokat alakítottak ki így az épületekkel harmonikus egység jött létre. Központi része egy tisztás a palotával amely egy udvar köré csoportosuló különálló épületekből áll. Tizenöt méter magas tornya csillagvizsgáló lehetett. Jelentős épület a piramis alakú Feliratok temploma és a Keresztes templomok csoportja. A Feliratok templomában tárták fel a 20. század közepén Pakal király érintetlen sírját gazdag sírmellékletekkel. Az épületeket a maja mitológiai jeleneteket ábrázoló domborművekkel díszítették. A települést a 10. század vége felé támadás érte, ezután hanyatlani kezdett és elnéptelenedett. Benőtte az őserdő és csak a 18. század végén fedezték fel újra, tervszerű feltárása csak a 20. században kezdődött meg. |                                             |

| | Teotihuacan prehispán városa |
| Mexikó |                              |
| Kulturális (I)(II)(III)(IV)(VI) |                              |
| Védett terület: 250 ha, puffer zóna: 3 118,15 ha, hivatkozás: 414 |                              |
| A Mexikóvárostól körülbelül 50 kilométerre fekvő Teotihuacan Mexikó egyik legfontosabb és legrégebbi régészeti lelőhelye. Az 1. és 7. század között kialakult város fő épületei egy központi észak-déli tengely mellett állnak. A hatalmas méretű műemlékek és istentiszteleti helyek a több mint két kilométer hosszú Holtak útja mellett épültek fel, közülük legfontosabbak a Nap 65 méteres és a Hold valamivel kisebb piramisa, a Quetzalcoatl-templom, valamint a Jaguár- a Zacuala, és a Tepantitla-palota. A várostervezésben felhasználták csillagászati ismereteiket is. Több épületet vallási tárgyú falfestmények díszítenek, mitikus állatokat, embereket ábrázolnak. Fénykorában ez lehetett Amerika legnagyobb városa, lakosainak számát 150 000 főre becsülik és feltételezhetően a kiterjedtebb régió legfontosabb kulturális és művészeti központja volt. Gazdaságának alapját valószínűleg az obszidiánfeldolgozás adta. A 8. században hanyatlani kezdett, és a század közepére elnéptelenedett. Később más népcsoportok telepedtek le a területén köztük a spanyol hódításig aztékok is. |                              |

| | Sian Ka’an Bioszféra-rezervátum |
| Mexikó |                                 |
| Természeti (VII)(X) |                                 |
| Védett terület: 528 000 ha, hivatkozás: 410 |                                 |
| A Yucatán-félsziget keleti partján fekvő több mint 5 000 négyzetkilométer kiterjedésű bioszféra rezervátum Mexikó legnagyobb természetvédelmi területe. Trópusi és mangrove-erdőkből, lápokból, egy korallszirtből és egy tengersávból áll, ez utóbbi a park egynegyede. Bár a rezervátumban kevés felszíni folyóvíz található, ennek ellenére sokfajta élettér alakult ki, ahol 103 emlősfajt, 339 madárfajt, és egyéb trópusi élőlényt azonosítottak. Az emlősök közül jaguár, puma, ocelot, hosszúfarkú macska, közép-amerikai tapír, bőgőmajom, dolmányos hangyász és karibi manátusz is él a rezervátumban. 52 halfajt azonosítottak, amelyek nagy egyedszámban élnek a környező vizekben, ezen kívül 42 kétéltű- és hüllőfajt is azonosítottak. A tizenhét növényzóna között megtalálható a tűlevelű és esőerdő, a mangrovemocsár, a szavanna, az árterület és a lagúna is. Az itt élő növényfajok számát ezerkétszáz körülire becsülik. A terület szinte teljesen lakatlan, a körülbelül kétezren élnek a rezervátumban főleg Punta Allen és Boca Paila településeken. Jelentős régészeti lelőhely is, eddig 23 helyen tártak fel leleteket az elmúlt 2 300 év történelméből. |                                 |

| | Lübeck |
| Németország |        |
| Kulturális (IV) |        |
| Védett terület: 81,1 ha, puffer zóna: 693,8 ha, hivatkozás: 272 |        |
| Lübeck volt a 14. században a Hanza-szövetség legmeghatározóbb tagja. A harmincéves háború (amelyben Lübeck semleges maradt) pusztításai és a transzatlanti kereskedelem felélénkülése miatt a Hanza-szövetség lassan lehanyatlott. 1806-ban Napóleon csapatai foglalták el, majd 1871-ben az újonnan alapított Német Birodalom része lett. A második világháborúban súlyosan károsodott, majdnem húsz százaléka elpusztult. Egy szelektív rekonstrukció keretében legfontosabb hatvanhat épületét kiegészítették, illetve újjáépítették. Az elszenvedett károk ellenére alapszerkezete nem változott. A kereskedőházak a gazdagabb, nyugati városrészen épültek fel, míg a keleti városrészben alakult ki a kézművesek negyede. Lübeck legfontosabb épületei a 13. században épült és később gótikus stílusban átalakított dóm, a kéttornyú Marienkirche, a 14. századi Szent Katalin-templom, a 13. századi Szentlélek kórház, a középkor egyik legnagyobb városházája, a híres 15. századi Holstentor kapu és a 15-16, századi patrícius lakó- és középületek. |        |

| | Velence és lagúnája |
| Olaszország |                     |
| Kulturális (I)(II)(III)(IV)(V)(VI) |                     |
| Védett terület: 70 176,4 ha, puffer zóna: ha, hivatkozás: 394 |                     |
| A 118 apró szigetre épült város páratlan építészeti alkotásokkal rendelkezik. A 15. században Itália leggazdagabb települése volt, a középkori világ egyik legnagyszerűbb városa. Velencét az 5. században alapították megszállók elől menekülők, kezdetben átmeneti lakhelyként, később állandó településként. Befolyása folyamatosan nőtt és a világ egyik legfontosabb tengeri hatalmává nőtte ki magát. A kereskedelemből származó óriási bevételei lehetővé tették palotái és templomai építését. Befolyása egészen a 15. századig nőtt, ekkor Amerika felfedezése és az Oszmán Birodalom terjeszkedése miatt lassú, évszázadokig tartó hanyatlásnak indult. Napjainkban Velence egész városa egy műalkotásnak tekinthető. Területét 150 csatorna hálózza be, rajtuk több mint 400 híddal. Főútvonala a Canal Grande, két oldalán a város legfényűzőbb palotáival. Főtemploma a Szent Márk-székesegyház ami megőrizte 11. századi szerkezetét. Mellett áll a Dózsepalota, ami város közigazgatási központja volt. A gótikus stílusú palotát a 12. században kezdték építeni. Jelentősek templomai, kolostorai, palotái és múzeumai, melyekben többek között Canaletto, Giorgione, Tiziano, Tintoretto, Veronese és Tiepolo alkotásai láthatók. |                     |

| | A pisai Dóm-tér |
| Olaszország |                 |
| Kulturális (I)(II)(IV)(VI) |                 |
| Védett terület: 8,87 ha, puffer zóna: 254 ha, hivatkozás: 395 |                 |
| A Campo dei Miracoli (Csodák tere) néven is ismert tér műemlék épületei, a dóm a világhírű ferde tornyával, a keresztelőkápolna és a fallal körülvett temető a középkori építészet remekművei. Egységes stílusban készültek és ügyeltek arra, hogy érvényesüljenek hatalmas méreteik. A márványból és kőből épült dóm a pisai román kori építészet legszebb alkotása. A latin kereszt alaprajzú öthajós épületet 1063-ban kezdték építeni Buscheto építész tervei alapján és a 12. század végén fejezték be. Homlokzata Rainaldo műve aki Buscheto utóda volt, bronzkapui a 12. század végén készültek el. A belső tér jellegzetessége kazettás mennyezete a 16. századból. A harangtornyot 1173-ban kezdték építeni, és már nem sokkal később süllyedni és ferdülni kezdett, ekkor új alapozással erősítették meg. A 14. század közepére elkészült keresztelőkápolna építészeti stílusa már átmenetet képez a gótikába, a benne lévő szószék Nicola Pisano alkotása a 13. század közepéről. A temető (Camposanto) a második világháborúban súlyosan megsérült, de helyreállították. Több korból származó síremlékei mellett falain 14. és 15. századi falfestmények láthatók. |                 |

| | Bahlá erődje |
| Omán |              |
| Kulturális (IV) |              |
| Hivatkozás: 433 |              |
| A fővárostól kétszáz kilométerre délre fekvő masszív erődöt a 17. században építették. A hely már az iszlám előtt is stratégiailag fontos megerősített hely volt. A Bahla-oázis felvirágzását a Banu Nabhani-dinasztiának köszönhette, amely már a 15. században ezt a települést tette meg Omán fővárosának. Az épületegyüttes feltételezhetően magába foglalja az iszlám előtti korszak szerkezeti elemeit is. Az erőd, amely az ománi agyagépítészet klasszikus alkotása kőalapra épített vályogfalakból áll, védelmét 15 kapuval és 132 toronnyal biztosították. Az oázist egy 12 kilométer hosszú és 5 méter magas szintén vályogtéglákból emelt fallal vették körbe. Az erőd lábánál fekszik a Péntek mecset, amely 14. századi faragott imafülkéjéről nevezetes. Az oázis műemlékei rendkívül rossz állapotban voltak amikor felkerültek a világörökségi listára mert korábban semmilyen állagmegóvó munkát nem végeztek rajtuk. 1988 és 2004 között a veszélyeztetett helyszínek listáján is szerepelt, ezután egy nemzetközi csapatnak hagyományos technikák alkalmazásával sikerült elvégezni a szükséges helyreállítási munkákat. Az épületegyüttes szerves egységet alkot a település piacával és egy pálmaligettel. |              |

| | Manu Nemzeti Park |
| Peru |                   |
| Természeti (IX)(X) |                   |
| Védett terület: 1 716 295,2 ha, hivatkozás: 402 |                   |
| Peru második legnagyobb nemzeti parkja a Föld egyik legnagyobb biológiai változatosságot mutató helye. Az 1973-ban alapított park az Andok keleti lejtőjén és az Amazonas medencéjében fekszik 150 és 4200 méteres tengerszint feletti magasság között. A 15 000 négyzetkilométeres védett területhez tartozik a Manu folyó egész medencéje valamint a Alto Madre de Dios folyó medencéjének egyes szakaszai. A térség jelentős része árterület, vegetációja trópusi alföldi esőerdő, trópusi hegyi esőerdő és a magasabban fekvő területeken füves táj. A nemzeti park növényvilága jelenleg még kevéssé ismert, feltételezhető, hogy nagyszámú növényfajt még nem azonosítottak. A nehezen megközelíthető, ma is nagyrészt háborítatlan területen több ezer növényfaj él, és eddig 850 madárfajt jegyeztek fel. Az emlősök közül eddig kétszázat azonosítottak, köztük olyan ritka fajokat mint az óriásvidra, a tatu, a puma és a koati. A parkban legalább négy bennszülött törzs él akik megélhetésüket gumós növények termesztésével, halászattal, vadászattal és teknőstojás gyűjtéssel biztosítják. |                   |

| | A katedrális, az Alcazar és az Archivo de Indias Sevillában |
| Spanyolország |                                                             |
| Kulturális (I)(II)(III)(VI) |                                                             |
| Védett terület: 12 ha, puffer zóna: 187 ha, hivatkozás: 383 |                                                             |
| A három épület Sevilla történelmi központjában áll. A katedrális a világ legnagyobb gótikus stílusban épült temploma. Híres harangtornya a Giralda a templom helyén korábban álló, a reconquista idején elpusztult Almohád mecset minaretje volt. A katedrálisban található Kolumbusz síremléke is. Az összetett szerkezetű templom legkorábbi épületelemei (oszlopfők) még vizigót eredetűek, ezek az arabok által a 8. században lerombolt keresztény katedrális részei voltak. A palotaerőd (Alcazar) legrégebbi részei szintén a 8. századra datálhatók, majd a 13. században királyi rezidencia lett és mudéjar stílusban kibővítették. A Régi Tőzsdepalota, amelyben az 1710-es években helyezték el a tengerentúli spanyol birodalom dokumentumait 1583 és 1598 között épült és eredetileg az árukereskedelem és a gyarmati kapcsolatok egyik központja volt. Az itt őrzött iratok fontos kordokumetumai a gyarmatosítás történetének. |                                                             |

| | Kilimandzsáró Nemzeti Park |
| Tanzánia |                            |
| Természeti (VII) |                            |
| Védett terület: 75 575 ha, hivatkozás: 403 |                            |
| A 750 négyzetkilométeres nemzeti park és erdőrezervátum a Kilimandzsáró északi, a kenyai határral szomszédos vidékén terül el. A Kilimandzsáró utoljára a pleisztocén földtörténeti korban mutatott jelentős vulkáni aktivitást de a Kibo kráter kénes kigőzölgései és fumarolái napjainkban is folyó vulkáni tevékenységre utalnak. A nemzeti park magába foglalja a hegy egész erdőhatár feletti részét, valamint a montán erdőöv lejtőin végighúzódó hat erdősávot. A szavanna közepén kiemelkedő hegy, Afrika legmagasabb csúcsa változatos éghajlati övezetekkel és növényzeti zónákkal rendelkezik. Az északi lejtőket erdős szavanna borítja ami megművelt területekkel váltakozik, ezt lombhullató hegyvidéki erdőség váltja fel 3000 méter magasságig, ezután fűvel borított felföldek következnek, a hegycsúcs környékén pedig hideg sivatag található. A hegyen körülbelül 2500 növényfaj él, köztük 130 fafajta. A hegy egésze gazdag állatvilágnak ad otthont, eddig 140 emlősfajt dokumentáltak, köztük 7 főemlősfélét, 25 ragadozó-, 25 antilop- és 24 denevérfajt. A területen megfigyelt madárfajok száma 179, ezek túlnyomó többsége az alacsonyabb övezetekben él. A hegy körüli területek sűrűn lakottak, a rezervátum nyugati és északi lejtőin 18 falu található. Lakosai a mindennapi élettel kapcsolatos tevékenységekhez felhasználják az erdők erőforrásait. |                            |

| | A Nemrut-hegy |
| Törökország |               |
| Kulturális (I)(III)(IV) |               |
| Védett terület: 11 ha, hivatkozás: 448 |               |
| Antiochus Teos a ma Délkelet-Törökországhoz tartozó Taurosz-hegységben emelkedő Nemrut-hegyet választotta temetkezési helyéül. Antiochus i. e. 69 és i. e. 36 között uralkodott Nagy Sándor széthullott birodalmának egyik kis utódállamában, Kommagénében. A hegycsúcsot szakrális hellyé nyilvánította, hogy ezzel önmagát is élő istenné tegye. A hegy csúcsát egy kúp alakú mesterséges teraszokkal körbevett sírdomb uralja. A műemlékegyüttes kialakítása a hellenisztikus kor egyik legnagyobb vállalkozása lehetett. Az uralkodó sírdombja körül három teraszt alakítottak ki, az északi terasz bejáratát oroszlánok és sasok szobrai őrzik, a keleti és a nyugati terasz egyfajta szabadtéri templomként funkcionált. A keleti teraszon egy sorban öt kolosszális méretű (7 méter magas) istenség ülő alakja látható. A megmaradt monumentális kőfejeken görög és perzsa hatások ismerhetők fel. A nyugati terasz szinte teljesen elpusztult, de feltételezhető, hogy a keleti tükörképe volt. |               |